# Elisabetta Lazzarini
Elisabetta Lazzarini (Venezia, 1662 – 9 luglio 1729) è stata una pittrice italiana.

## Biografica
Lazzarini era la figlia di Sante, un barbiere e la sorella, nonché allieva, del pittore Gregorio Lazzarini. Si dice che il suo stile di pittura fosse così simile a quello del fratello che l'unico dipinto che può essere provato essere suo è stato spesso scambiato per un'opera di Gregorio.
A lei è attribuito con certezza il quadro "Rebecca alla fontana" o "Eliezer e Rebecca", che si trova nella chiesa di San Pantalon a Venezia. Un'altra sua opera citata dall'enciclopedia degli artisti Bénézit è il quadro Martirio di San Vitale nella Chiesa di San Vidal a Venezia (quest'opera è da alcuni attribuita a Giovanni Antonio Pellegrini).
Non si hanno notizie di altre sue opere.